# Arnon Grunberg
Arnon Yasha Yves Grunberg (22 de fevereiro de 1971) é um escritor holandês de romances, ensaios e colunas, além de jornalista. Grunberg assinou alguns de seus trabalhos com o heterônimo Marek van der Jagt. Atualmente ele mora em Nova Iorque.
Suas obras foram traduzidas para dezenas de idiomas. Em 2022, ele recebeu o prêmio PC Hooftprijs, na Holanda, pelo conjunto de sua obra. Seus romances mais aclamados  são Blauwe maandagen (1994) e Tirza (2004). O The New York Times analisou Tirza como "severamente cômico e inabalável (...) embora nem sempre agradável, nunca é menos do que cativante". O Frankfurter Allgemeine Zeitung descreveu Grunberg como "o Philip Roth holandês".

## Biografia
Grunberg nasceu em uma família judaica, de origem alemã, e vítima da Alemanha nazista na Segunda Guerra Mundial. Sua mãe, Hannelore Grünberg-Klein (1927-2015), sobreviveu ao campo de concentração Auschwitz, e seu pai passou por diversos esconderijos durante a ocupação da Holanda. Grunberg tem uma irmã mais velha, Maniou-Louise (1963). Em 1982, sua irmã emigrou para Israel, onde segue um estilo de vida ortodoxo com sua família em um assentamento perto de Ramallah. 
Grunberg frequentou a Amsterdam Vossius Gymnasium, mas foi expulso da escola em 1988. Ele trabalhou como balconista em uma farmácia e como lavador de pratos.
Quando jovem, Grunberg queria se tornar ator. Em 1989, ele desempenhou o papel principal em um filme do cineasta holandês Cyrus Frisch, The cunt of Mary. Durante as filmagen ele se decepcionou com o ofício, pelos horários apertados e as pessoas que o cercavam.
Entre 1990 a 1993, Grunberg dirigiu sua própria editora, Kasimir, que não obteve sucesso financeiro.

## Romances
Aos 23 anos, Grunberg publicou seu primeiro romance, Blauwe Maandagem, pela editora Nijgh & Van Ditmar. O romance autobiográfico inclui as experiências de seus pais na guerra. O livro foi condecorado com o Prêmio Anton Wachter de melhor romance de estreia. A obra foi aclamada pela crítica como uma "comédia grotesca, uma raridade na literatura holandesa." Em 2000, foi o primeiro escritor a ganhar pela segunda vez um prêmio de estreia, mas sob o heterónimo Marek van der Jagt, pelo romance De geschiedenis van mijn kaalheid.
O romance Tirza (2004), que narra o amor obsessivo de um pai por sua filha, foi o primeiro livro de Grunberg a ser adaptado em filme, em 2010. A obra foi laureada duas vezes em 2007, com Prêmio Libris, na Holanda, e o Golden Owl, na Bélgica. Tirza foi traduzido para quatorze idiomas e recebeu aclamações críticas no New York Times, LA Times e Le Figaro, entre outros. Uma pesquisa entre críticos literários, acadêmicos e escritores, realizada em 2010 pela revista De Groene Amsterdammer, o elegeu como o "romance mais importante do século XXI", tendo concorrido com The Kindly Ones, de Jonathan Littell, e Saturday, de Ian McEwan. Em 2009, Grunberg ganhou o Prêmio Constantijn Huygens pelo conjunto de suas obras, e em 2011 recebeu o prêmio Frans Kellendonk-prijs.
Grunberg publicou vários romances, incluindo Huid en Haar, em 2010, De Man Zonder Ziekte, em 2012, e Moedervlekken, em 2016, que foram traduzidos para francês e alemão, entre outras línguas. Esses livros também receberam críticas positivas. O Le Monde se referiu a Moedervlekken com "uma porta de entrada maravilhosa para a obra de Arnon Grunberg, [que é] um dos escritores mais fascinantes de sua geração". Suas obras também foram publicadas em Portugal, Hungria, Israel, Turquia e Brasil.

## Jornalismo e Ensaios
Além de romances, Grunberg também escreveu colunas em jornais e revistas, além de ensaios, poesias, argumentos e peças de teatro. Através de seus ensaios, artigos de opinião e palestras, ele contribuiu para o debate público em questões como política de migração, discriminação, racismo e tráfico humano. Seus ensaios foram publicados no The New York Times, Le Monde, Libération, The Times, Neue Zürcher Zeitung, Courrier International, Revista Contexto e Süddeutsche Zeitung. Grunberg também é conhecido por seu jornalismo literário e períodos de imersão completa em diversos aspectos da sociedade.
Buscando experiências para transformar em escrita, Grunberg foi incorporado às tropas holandesas no Afeganistão e no Iraque, e visitou a Baía de Guantánamo. Nestes momentos ele escreveu sobre massagistas em um resort romeno, pacientes em uma ala psiquiátrica belga, garçons de um vagão-restaurante em um trem suíço e uma família holandesa comum em férias. Em 2009, seus relatórios nestas viagens foram publicados em dois livros: Kamermeisjes en Soldaten e Slachters en Psychiaters (2021). Este último contém seus relatórios de 2009 até 2020. O jornal holandês De Volkskrant elogiou o livro: "Grunberg pode não apenas esboçar um mundo desconhecido com alguns traços afiados da caneta, mas também trazê-lo à vida vívida."
Grunberg afirmou que escreve porque quer saber "como as pessoas fazem para viver suas vidas": "Tudo é pesquisa de campo: amizade, sexo, amor e trabalho. É apenas escrevendo sobre isso que você pode escapar disso."

## Acadêmia e Pesquisa Científica

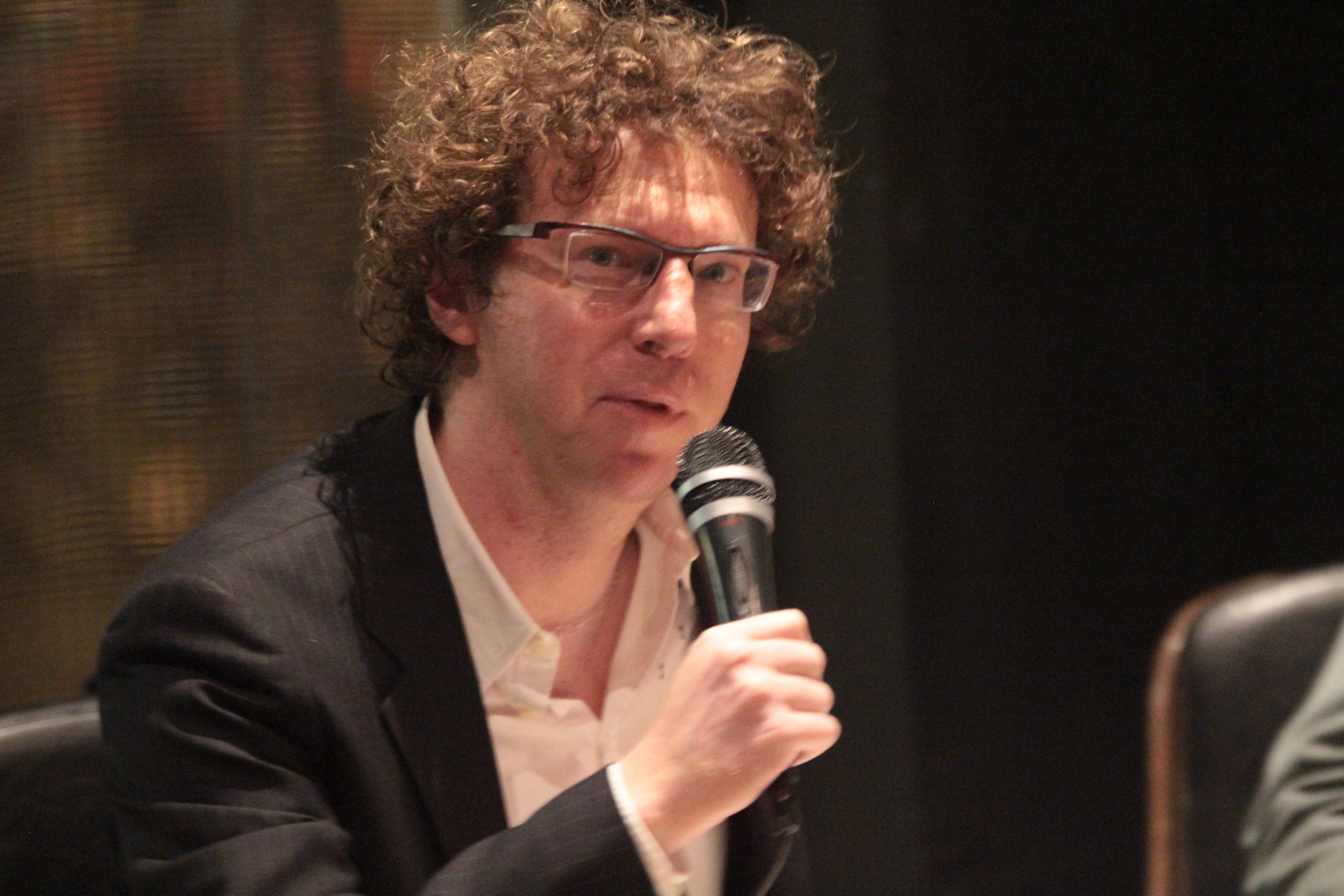
Arnon Grunberg em 2015

Em 2008, Grunberg tornou-se escritor residente e palestrante convidado na Universidade de Leiden e na Universidade e Centro de Pesquisa de Wageningen. Em outubro de 2014, tornou-se membro honorário da Faculdade de Artes da Universidade de Amsterdã. 
Suas palestras, na Universidade de Amsterdã, trataram de questões relacionadas à privacidade e vigilância e, junto com seus alunos, desenvolveu um videogame. A série de palestras coincidiu com uma exposição sobre a vida e obra do autor, cujos materiais foram provenientes de seus próprios arquivos literários, que foram emprestados ao departamento de Coleções Especiais da biblioteca da universidade.
Em um experimento para entender o processo criativo, Grunberg escreveu o romance Het Bestand (2015), enquanto os cientistas mediam sua atividade cerebral, emoções e sentimentos subjetivos. Usando medições fisiológicas, como EEG, GSR e ECG, e questionários subjetivos para o autor, os cientistas correlacionaram a escrita de passagens carregadas emocionalmente com a atividade fisiológica. Estava prevista, para outubro e novembro de 2015, uma segunda fase do experimento, no GrunbergLab da Universidade de Amsterdã, onde a atividade cerebral de voluntários será medida enquanto eles estiverem lendo o romance sob circunstâncias controladas.

## Prêmios
- 1994 - Rabobank Lenteprijs voor Literatuur por Tina
- 1994 - Anton Wachterprijs por Blauwe maandagen
- 1996 - Gouden Ezelsoor por Blauwe maandagen
- 1998 - Charlotte Köhler Stipendium por De troost van de slapstick
- 2000 - AKO-Literatuurprijs por Fantoompijn
- 2000 - Anton Wachterprijs por De geschiedenis van mijn kaalheid (como Marek van der Jagt)
- 2002 - Gouden Uil por De Mensheid zij geprezen, Lof der zotheid 2001
- 2004 - AKO Literatuurprijs por De asielzoeker
- 2004 - F. Bordewijkprijs por De asielzoeker
- 2007 - Gouden Uil por Tirza
- 2007 - Libris literatuurprijs por Tirza
- 2009 - Constantijn Huygensprijs pelo conjunto de suas obras
- 2011 - KANTL-prijs voor proza por Tirza
- 2017 - Gouden Ganzenveer pelo conjunto de suas obras
- 2022 - P.C. Hooft-prijs 2022 pela contribuição à literatura holandesa